# Сончино
Сончино (італ. Soncino) — муніципалітет в Італії, у регіоні Ломбардія,  провінція Кремона.
Сончино розташоване на відстані близько 450 км на північний захід від Рима, 55 км на схід від Мілана, 33 км на північний захід від Кремони.
Населення — 7757 осіб (2014).

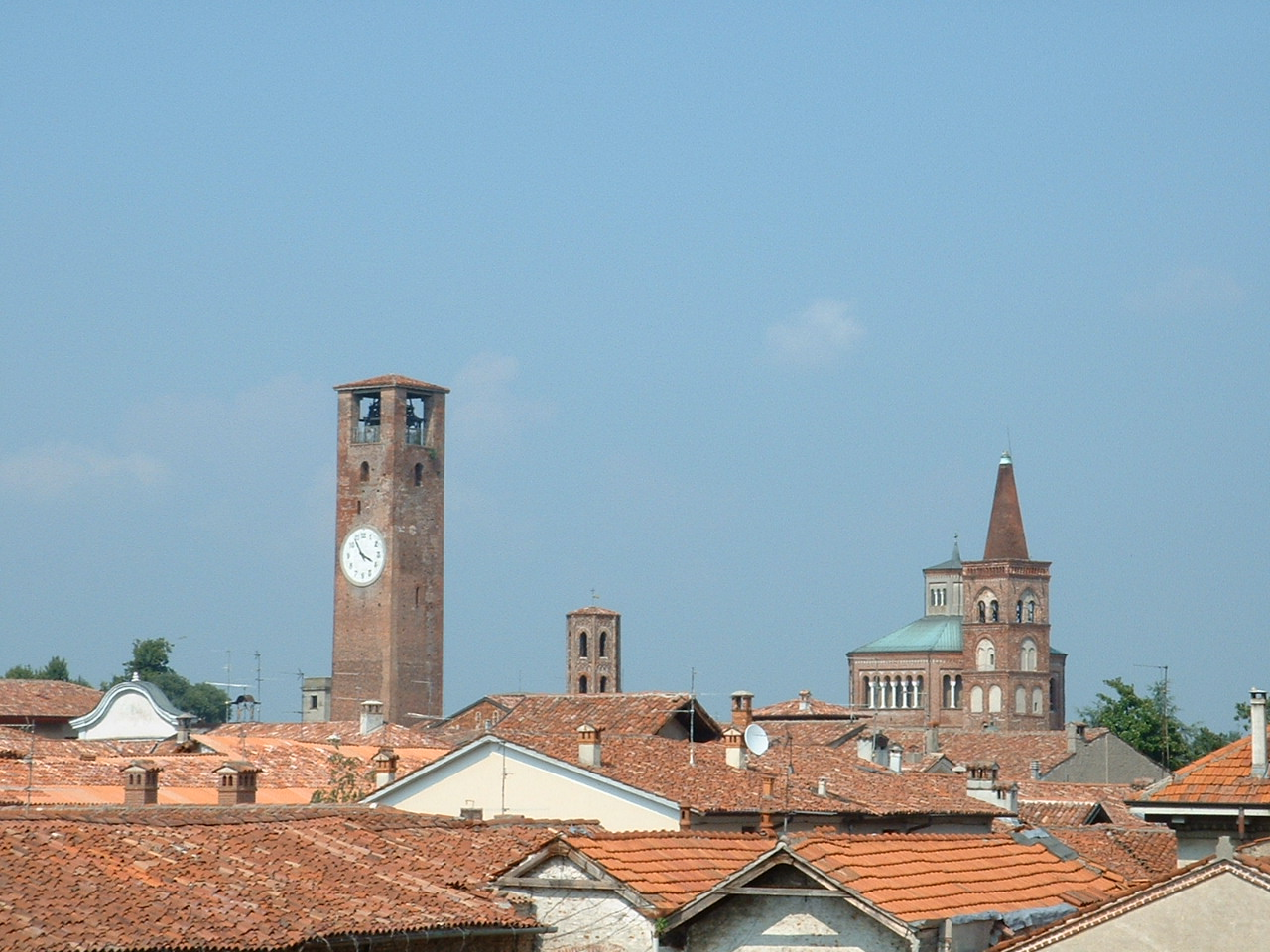
Панорама Сончино

Щорічний фестиваль відбувається 11 листопада. Покровитель — святий Мартин.

## Галерея зображень

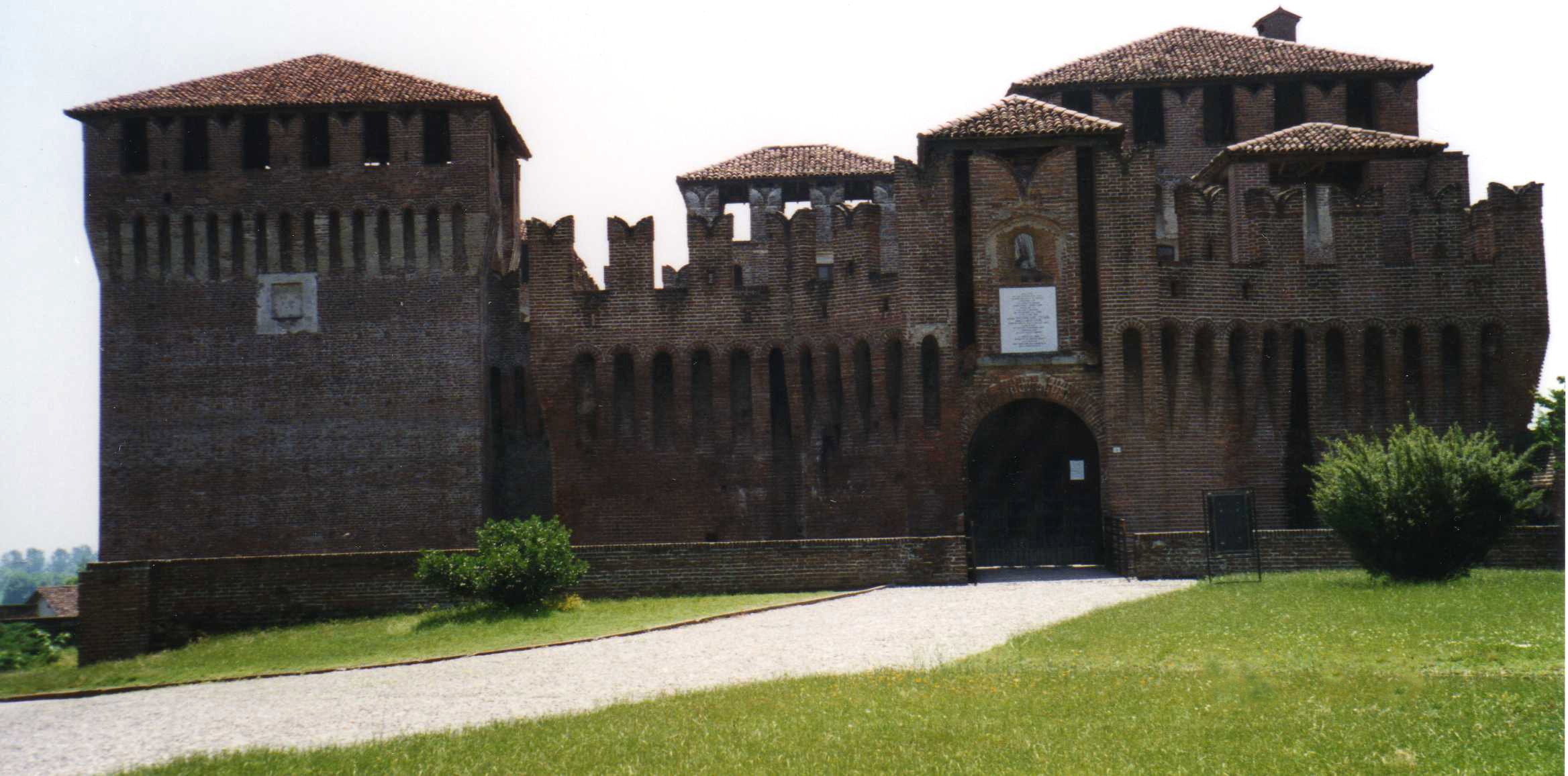
Rocca Sforzesca
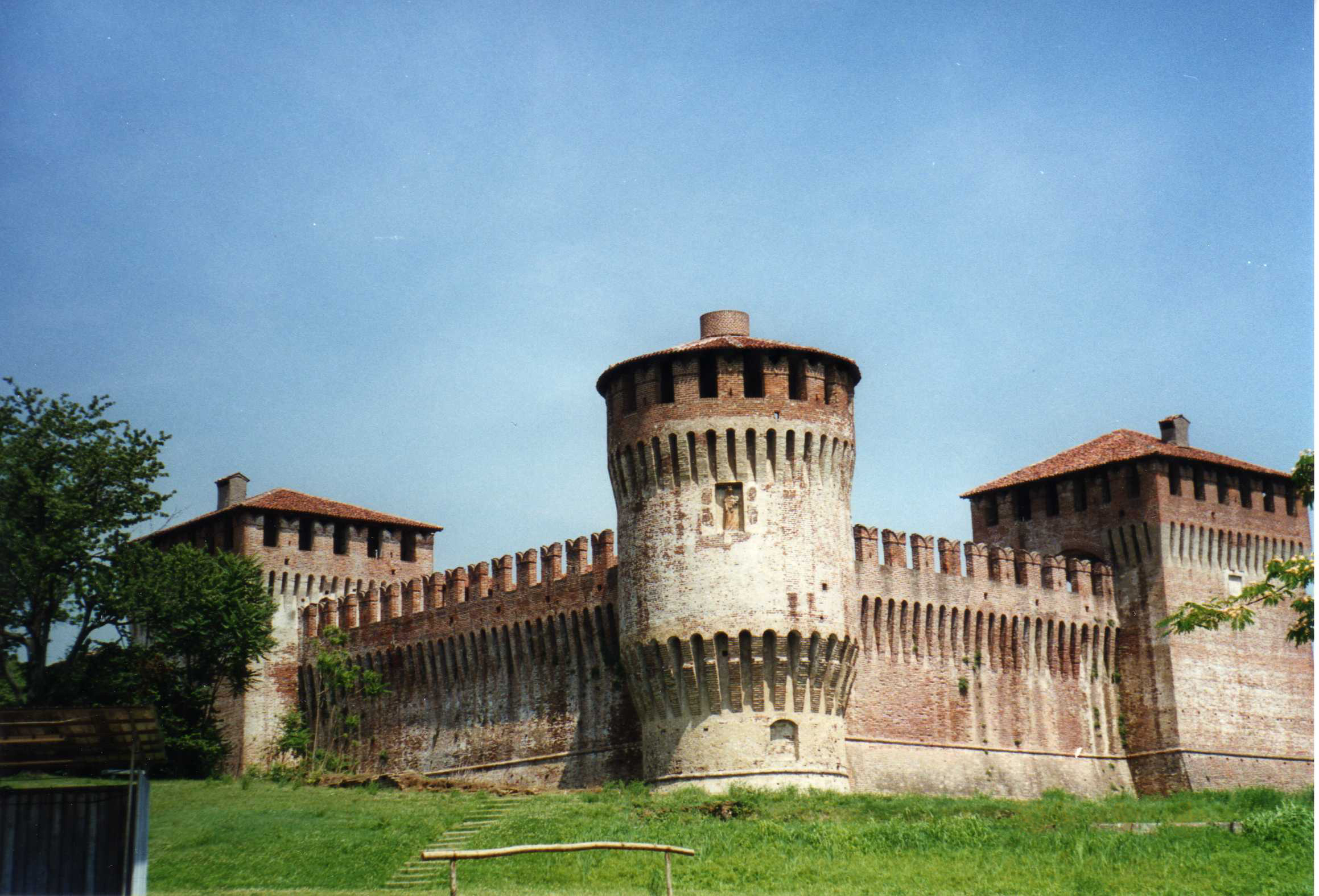
Rocca Sforzesca
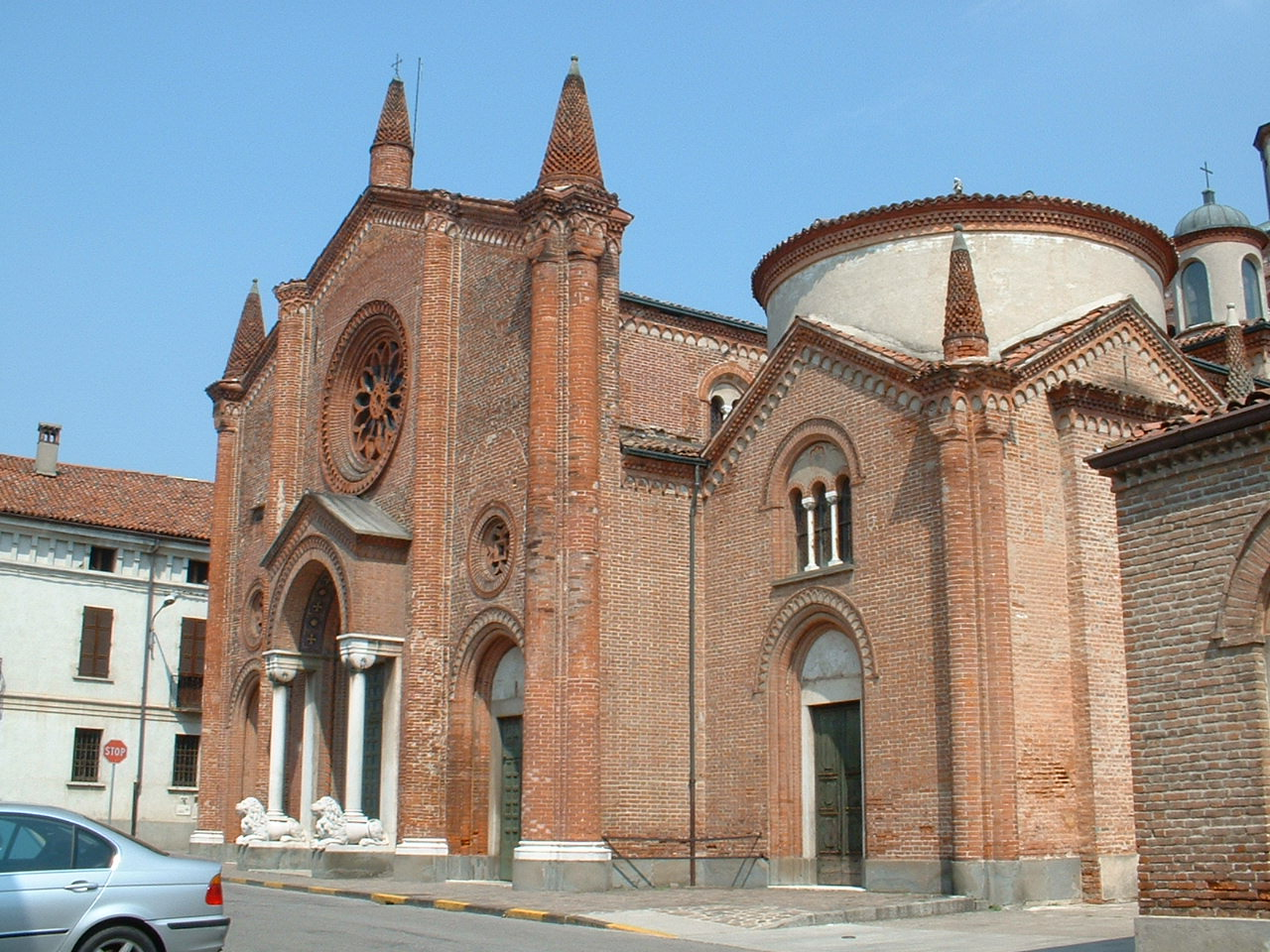
Pieve di S.Maria Assunta
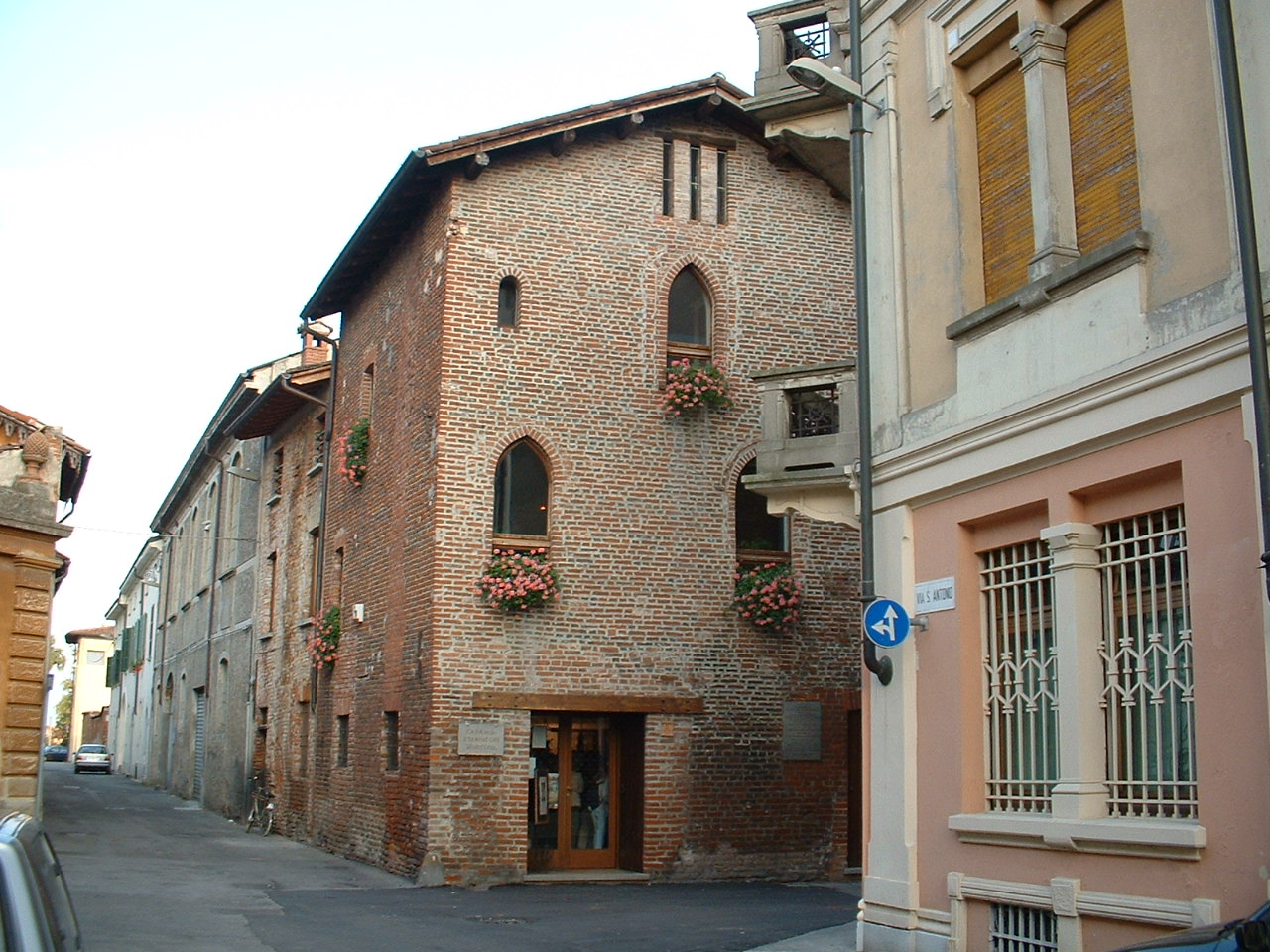
Casa degli Stampatori
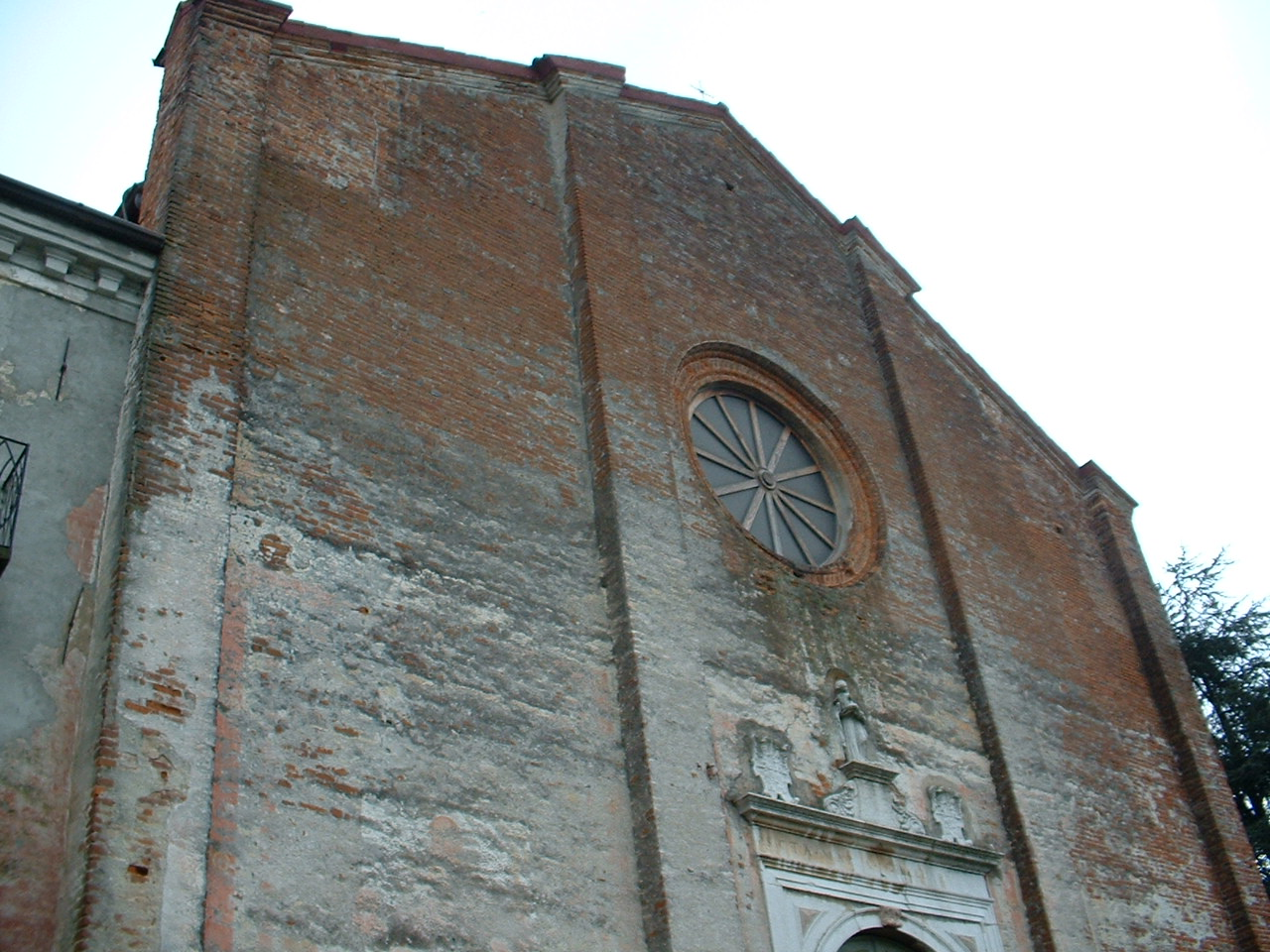
S.Maria delle Grazie
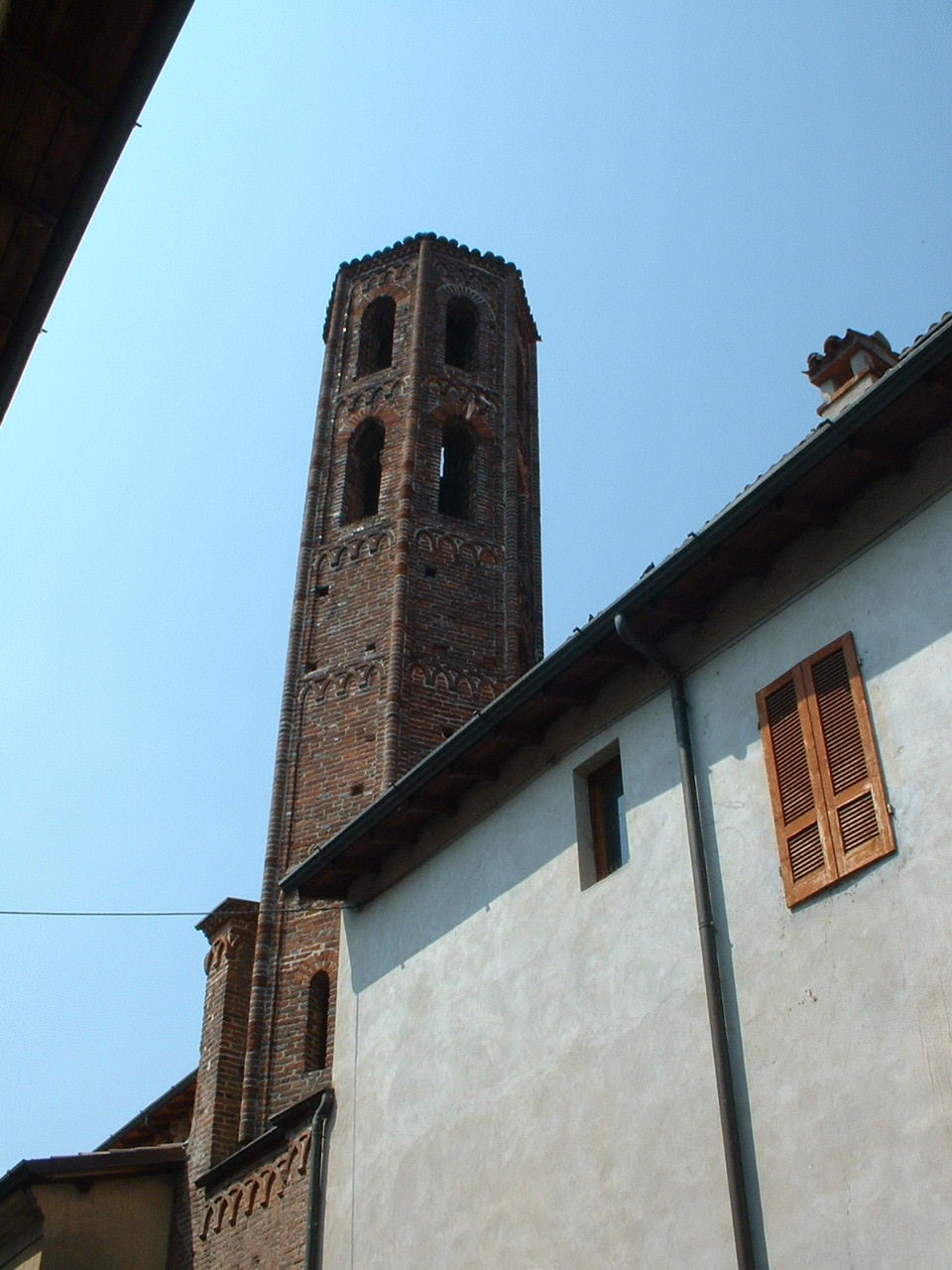
Torre Ettagonale di S.Giacomo
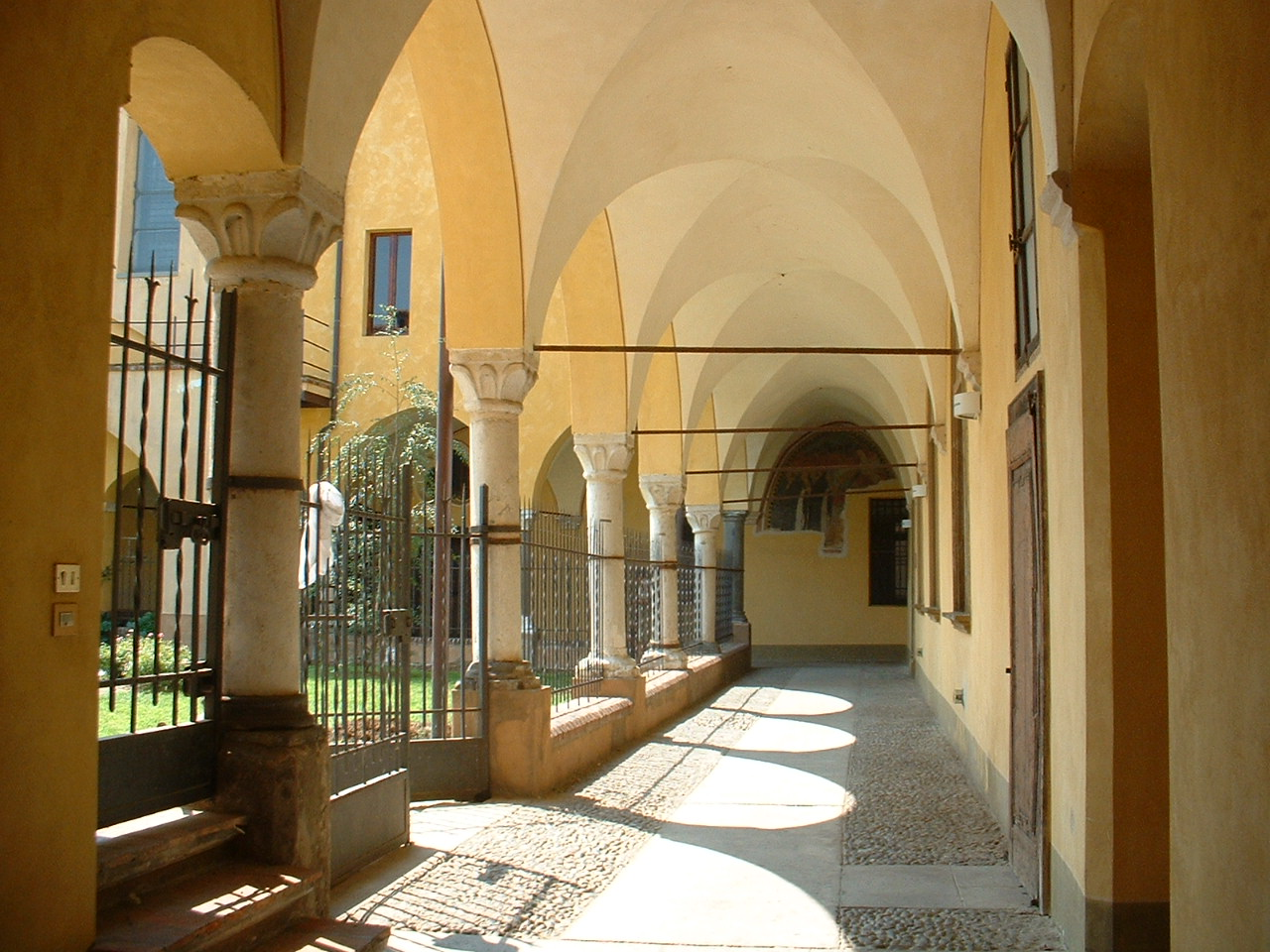
Chiostro di S.Giacomo
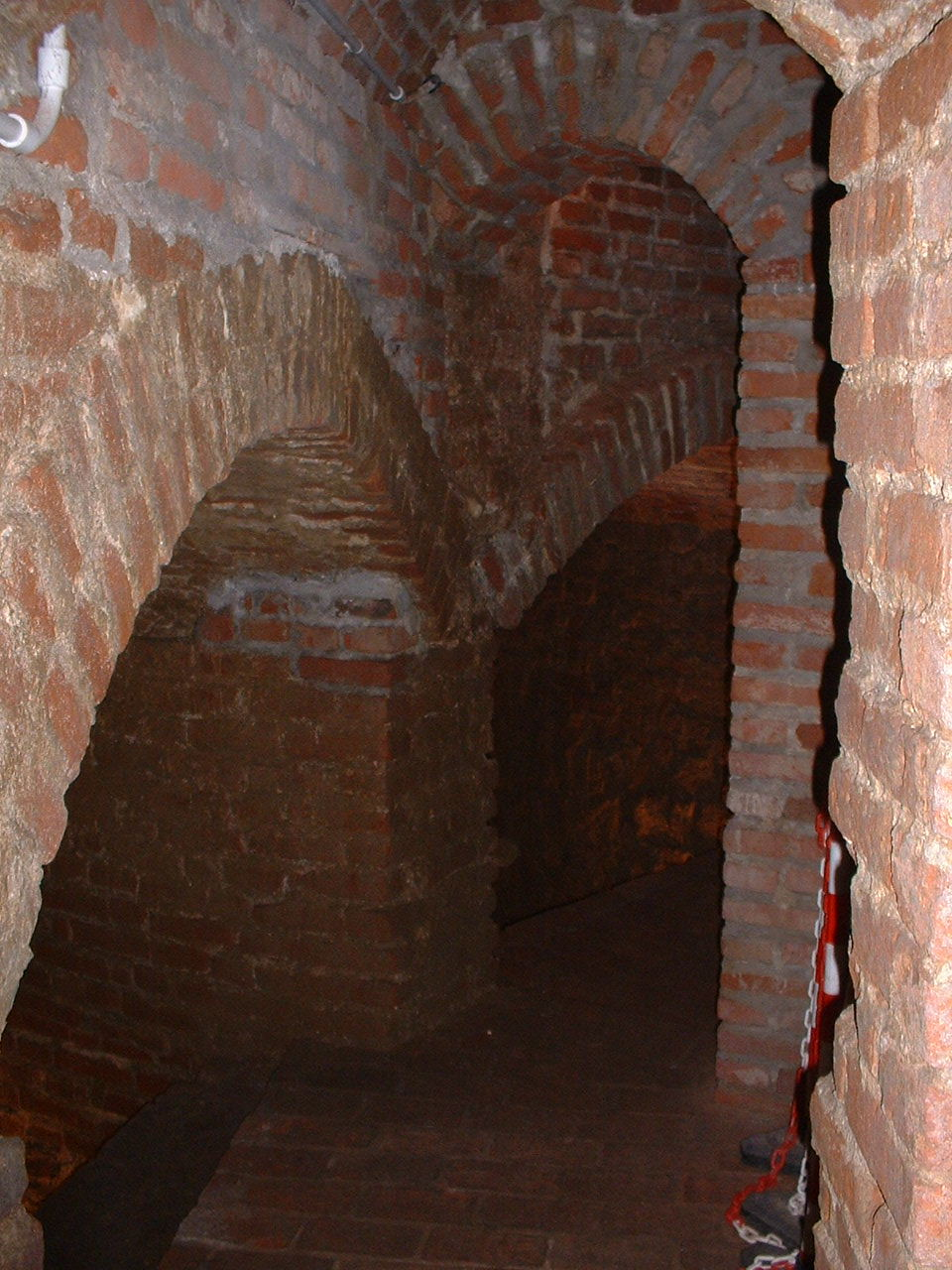
Sotterranei

## Демографія
Населення за роками:

Станом на 1 січня 2023 року в муніципалітеті офіційно проживав 761 іноземець з 36 країн, серед них 95 громадян країн Євросоюзу та 16 громадян України.

## Уродженці
- Ренато Каппелліні (*1943) — італійський футболіст, нападник, нападник, згодом — футбольний тренер.

- Джакомо Лозі (*1935) — відомий у минулому італійський футболіст, захисник, згодом — футбольний тренер.

## Сусідні муніципалітети
- Казалетто-ді-Сопра
- Куміньяно-суль-Навільйо
- Фонтанелла
- Дженівольта
- Орцинуові
- Роккафранка
- Тіченго
- Торре-Паллавічина
- Віллак'яра